# Onthophagus mixticeps
Onthophagus mixticeps là một loài bọ cánh cứng trong họ Bọ hung (Scarabaeidae).